# Войлошников, Авив Адрианович
Авив Андрианович Войлошников (18 марта 1877, станица Цаган-Олуевская, Забайкальская область — 24 сентября 1930, Москва) — общественный деятель, депутат III Государственной думы от Забайкальской области.

## Биография

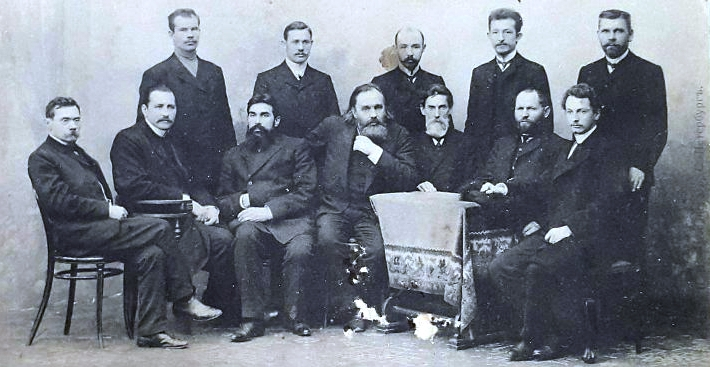
Сибирская группа членов III Государственной Думы. Стоят: А. Г. Мягкий (Томск.губ.), К. И. Молодцов (Тобольск.губ.), Н.К. Волков (Забайкальск.обл.), А. А. Войлошников (Забайкальск.обл.), А. И. Шило (Приморск. обл.); сидят: Н. Л. Скалозубов (Тобольск.губ.), Н. В. Некрасов (Томск.губ.), В. И. Дзюбинский (Тобольск.губ.), В. А. Караулов (Енисейск. губ.), В. К. Штильке (Томск.губ.), Н. А. Маньков (Амурск. и Уссурийск. каз. войска), Ф. Н. Чиликин (Амурск.обл.)

Родился в селе Цаган-Олуй Забайкальской области. В 1896 году окончил в Чите военно-фельдшерскую школу. Службу нес в 1-м пешем батальоне Забайкальского казачьего войска. С 1898 года является членом РСДРП. В 1906 году был арестован за хранение шрифта подпольной типографии, был арестован и содержался два месяца на военной гауптвахте. За отсутствием улик дело было прекращено.
14 октября 1907 года избран в Государственную думу III созыва от съезда уполномоченных от казачьих станиц Забайкальской области. Вошёл в состав Социал-демократической фракции. По мнению историков входил в большевицкое крыло фракции, но по данным охранного отделения  примыкал к меньшевикам. Состоял во многих думских комиссиях: 
- комиссия по местному самоуправлению,
- комиссия по переселенческому делу,
- сельскохозяйственная комиссия,
- земельная комиссия.

Поставил свою подпись под  законопроектами «О распространении Земского положения на Область войска Донского», «О введении земства в Сибири», «О порто-франко в устьях Оби и Енисея», «Об отмене смертной казни», «Об изменении порядка нарядов казаков на действительную службу». Выступил с  заявлением от имени Социал-демократической фракции об отказе от участия в избрании председателя Думы. Участвовал в прениях по законодательному предположению «О сокращении штата комиссии по ограничению земель Забайкальского казачьего войска» и по проекту государственной росписи на 1908. Исключён из состава Думы её председателем на 15 заседаний за речь об Уставе о воинской повинности.
По сведениям Департамента полиции в 1909 году на имя Войлошникова из Вены высылалась нелегальная газета «Правда». В 1911-1912 сотрудничал в большевистских газетах «Звезда» и «Правда».
В 1913 году избран председателем Забайкальского торгово-промышленного товарищества кооперативов. С 1916 года председатель правления Забайкальской области совета кооперативов. С 1917 года является меньшевиком. После Февральской революции является членом забайкальского КОБа, а с 1918 года — член народного совета. С 23 сентября 1919 года по 20 февраля 1920 года был гласным Иркутской городской думы. В период существования Дальневосточной республики вернулся в Читу из Иркутска, работал в кооперативных организациях. В последующие годы трудился в системе кооперации в Новосибирске, Саратове, Казани, Москве. Арестован 27 июля 1930 года по обвинению во вредительстве. 24 сентября 1930 года приговорён Коллегией ОГПУ  по делу работников «Союзмясо» и «Союзрыба» к расстрелу, приговор приведен в исполнение в тот же день. Реабилитирован 26 сентября 1957 года.

### Рекомендуемые источники
- Ильин А. Социал… казак // Читинское обозрение. — 13 января 1996.
- Казачий словарь-справочник. — Кливленд, Охайо, США, 1966. — Т. 1.
- Библиографический указатель к знаменательным и памятным датам по Читинской области на 1987 год. — Чита, 1987.
- Василевский В. И. Революция и Гражданская война в Забайкалье: Краткий биографический указатель. — Чита, 1989.
- Московский мартиролог. Списки расстрелянных по политическим обвинениям в годы Советской власти // Жертвы политического террора в СССР. — М., 2001.
- Мышко Е.О. Часть I // Забайкалье в XX - начале XXI века.. — Учебная книга для учащихся средних общеобразовательных школ. — ФГУП «Читинская областная типография», 2007. — С. 177-178. — 196 с. — 1323 экз.